# Waise Lee
Waise Lee, de son vrai nom Lee Chi-hung (李子雄, né le 19 décembre 1959), est un acteur hongkongais connu pour ses rôles de méchants dans de nombreux films.

## Biographie
Diplômé de l'académie d'artiste de TVB en 1982, dans la même promotion que Tony Leung Chiu-wai et Francis Ng, il commence à jouer au cinéma dans les années 1980 et devient célèbre pour son rôle de l'antagoniste Tam Shing dans Le Syndicat du crime (1986) de John Woo. Depuis lors, il est apparu dans de nombreux films tels que Histoire de fantômes chinois 2 (1990), Le Parrain de Hong Kong (1991) ou Powerful Four (1992). Il tient également le rôle principal dans The Big Heat (1988), Une Balle dans la tête (1990) et The Cat (en).
Lee est surtout connu à la télévision pour ses rôles dans des séries télévisées produites par TVB, telles que Mind Our Own Business (1993), Cold Blood Warm Heart (en) (1996), Burning Flame (1998) et A Step into the Past (en) (2001). À partir de 2001 environ, Lee apparaît moins dans les séries télévisées de TVB. Cette année-là, il joue dans To Where He Belongs, une série produite par la rivale de TVB, ATV (en). Depuis la fin des années 2000, il joue principalement dans des séries télévisées en Chine continentale.

## Vie privée
Lee est marié à l'actrice chinoise Wang Yaqi.

## Filmographie

### Cinéma
| Année | Titre                                              | Rôle                     | Notes |
| ----- | -------------------------------------------------- | ------------------------ | ----- |
| 1986  | Le Syndicat du crime 英雄本色                      | Tam Shing                |       |
| 1988  | The Diary of a Big Man 大丈夫日記                  | Lee Chi-hung             |       |
| 1988  | The Big Heat 城市特警                              | John Wong Wai-pong       |       |
| 1988  | Gunmen 天羅地網                                    | Captain Cheung           |       |
| 1988  | Fury 情義心                                        | Chou Chi-to              |       |
| 1989  | Deception 驚魂記                                   | Inspector Li             |       |
| 1990  | Story of Kennedy Town 西環的故事                   | Chuang Peng              |       |
| 1990  | Histoire de fantômes chinois 2 倩女幽魂 II：人間道 | Fu                       |       |
| 1990  | Une Balle dans la tête 喋血街頭                    | Paul                     |       |
| 1990  | Song of Exile 客途秋恨                             | Mr. Cheung               |       |
| 1990  | Stage Door Johnny 舞台姊妹                         | Lu Tung-tong             |       |
| 1990  | Blood Stained Tradewinds 血在風上                  | Xiong                    |       |
| 1990  | Spy Games 中日南北和                               | Lee                      |       |
| 1991  | The Royal Scoundrel 沙灘仔與周師奶                 | l’inspecteur Lee Nam     |       |
| 1991  | Her Fatal Ways 2 表姐,妳好野!續集                  | Wu Hsiung                |       |
| 1991  | Le Parrain de Hong Kong 跛豪                       | Chan Dai-man             |       |
| 1991  | Tricky Brains 整蠱專家                             | Macky Kam                |       |
| 1991  | The Roar of the Vietnamese 越青                    | Tian San                 |       |
| 1991  | Inspector Pink Dragon 神探馬如龍                   | l’inspecteur Shih Ching  |       |
| 1991  | Forbidden Arsenal 地下兵工廠                       | Chen Aoqun               |       |
| 1991  | His Fatal Ways 老表,你好野!                        | Hung                     |       |
| 1991  | Histoire de fantômes chinois 3 倩女幽魂III 道道道  |                          |       |
| 1991  | Center Stage 阮玲玉                                | Lai Man-wai              |       |
| 1992  | Karaté Cat (en) 衛斯理之老貓                       | Wisely                   |       |
| 1992  | Swordsman II 笑傲江湖之東方不敗                    | Hattori                  |       |
| 1992  | Direct Line 踩過界                                 | Gao Shen                 |       |
| 1992  | Fatal Chase 執法威龍                               |                          |       |
| 1992  | Devil's Love 性奴                                  |                          |       |
| 1992  | Misty 霧都情仇                                     |                          |       |
| 1992  | Girls Without Tomorrow 1992 現代應召女郎           | Dr. Peter Yeung          |       |
| 1992  | Zen of Sword 俠女傳奇                              |                          |       |
| 1992  | Powerful Four 四大探長                             | Yiu Hung                 |       |
| 1992  | Mountain Warriors 沙丘戰士                         |                          |       |
| 1993  | Shadow Cop 神探乾濕褸                              | Chiu Chi-hsiong          |       |
| 1993  | The Incorruptible 李洛夫奇案                       | Lee Choi-fat             |       |
| 1993  | He Ain't Heavy, He's My Father 新難兄難弟          | Lee Kar-shing            |       |
| 1993  | First Shot 廉政第一擊                              | Faucet Lui Tai-chiu      |       |
| 1993  | Angel the Kickboxer 縱橫天下                       | Lee Chi-hung             |       |
| 1993  | A Serious Shock! Yes Madam! 末路狂花               | Frère Garçon             |       |
| 1993  | Murders Made to Order 蠍子之滅殺行動               | Shih Lung                |       |
| 1993  | The Avenging Quartet 霸海紅英                      |                          |       |
| 1993  | Lady Supercop 女兒當自強                           | Edmond                   |       |
| 1993  | Pink Bomb 人生得意衰盡歡                           | Graham                   |       |
| 1993  | The 13 Cold-Blooded Eagles 新冷血十三鷹            | Shima Yufeng (Red Eagle) |       |
| 1993  | The Black Morning Glory 疊影驚情                   | l’officier Tso Wing      |       |
| 1994  | A Taste of Killing and Romance 殺手的童話          | l'inspecteur Tung Fai    |       |
| 1994  | Underground Judgement 地下裁決                     | Chau                     |       |
| 1994  | Wing Chun 詠春                                     | l'érudit Wong Hok-chow   |       |
| 1995  | Tough Beauty and the Sloppy Slop 怒海威龍          | Roy                      |       |
| 1995  | Daughter of Killer                                 |                          |       |
| 1995  | Red Zone 爆炸令                                    | Wong Wai-hung            |       |
| 1995  | Angel on Fire 喋血柔情                             | l'inspecteur Lee         |       |
| 1995  | Tomorrow 明日天涯                                  |                          |       |
| 1996  | Hu-Du-Men 虎度門                                   | Lung                     |       |
| 1997  | A Queer Story 基佬40                               |                          |       |
| 1997  | Task Force 熱血最強                                | un chef des triades      |       |
| 1997  | Super Cops 伙頭大將軍                              |                          |       |
| 1998  | The Lord of Hangzhou 杭州王爺                      | Gon Lung                 |       |
| 1998  | The Conman 賭俠1999                                | Handsome                 |       |
| 1999  | Running Out of Time 暗戰                           | Baldy                    |       |
| 2000  | Freaking Spicy Killer 麻辣至尊                     |                          |       |
| 2000  | Life Played a Joke on Me 生命的愚弄                |                          |       |
| 2001  | Believer of Frighten 魔鬼使徒                      |                          |       |
| 2002  | Return from the Other World 賭神之神               | Mr. Gao                  |       |
| 2002  | Inner Senses 異度空間                              | Wilson Chan              |       |
| 2002  | Cut Off Game 玩盡殺絕                              |                          |       |
| 2003  | Infernal Affairs 3 無間道III:終極無間              | le sergent Chan Chun     |       |
| 2003  | The Runner 逃犯                                    | Mr. Tsui                 |       |
| 2003  | Dirty Man 陰司路之色中餓鬼                         |                          |       |
| 2004  | Fearful 24 Hours 古宅魅影                          | l'avocat Areca           |       |
| 2004  | Men in a Blue Mood 三個男人故事                    | Wong Lui                 |       |
| 2004  | Promise to the Killers 殺手的諾言                  |                          |       |
| 2005  | Crazy n' the City 神經俠侶                         | S.P. Chan                |       |
| 2005  | Oh, My Wife! 老婆萬歲                              |                          |       |
| 2006  | The Wild Ninja 終極忍者                            | Brian                    |       |
| 2007  | The First of August 八月一日                       |                          |       |
| 2009  | Overheard 竊聽風雲                                 | Ringo Low                |       |
| 2010  | My Belle Boss 我的美女老闆                         |                          |       |
| 2011  | The Aroma City 芳香之城傳奇                        |                          |       |
| 2011  | The Road of Exploring 湘江北去                     |                          |       |
| 2012  | High Kickers                                       |                          |       |
| 2012  | The Four                                           | Prince                   |       |
| 2012  | An Inaccurate Memoir                               |                          |       |
| 2013  | 7 Assassins                                        |                          |       |
| 2013  | The Four 2                                         | Prince                   |       |
| 2014  | The Four 3                                         | Prince                   |       |
| 2014  | The Summer of Our Graduation                       |                          |       |
| 2015  | The Buried Secret                                  |                          |       |
| 2016  | Cold War 2                                         | Edward Lai               |       |
| 2016  | League of Gods                                     | Ao Guang                 |       |
| 2017  | Colour of the Game                                 |                          |       |
| 2019  | Business on WeChat                                 |                          |       |
| 2019  | The Business Storm of Ruhai                        |                          |       |

### Télévision
| Année        | Titre                                           | Rôle                      | Chaîne | Notes           |
| ------------ | ----------------------------------------------- | ------------------------- | ------ | --------------- |
| Non confirmé | Laopo Daren Julebu 老婆大人俱樂部               | Hua Hongming              |        |                 |
| 1990         | 水鄉危情                                        | Cheung Shun-fung          | TVB    |                 |
| 1990         | Friends and Lovers 又是冤家又聚頭               | Lee Chun-chung            | TVB    |                 |
| 1990         | 天涯路客                                        | Wu Siu-tin                | TVB    | téléfilm        |
| 1991         | 特警90之明日天涯                                | Ko Fai                    | TVB    | téléfilm        |
| 1993         | Mind Our Own Business 開心華之里                | Yeung Tso-kai             | TVB    |                 |
| 1995         | The Condor Heroes 95 神鵰俠侶                   | Luk Chin-yuen             | TVB    |                 |
| 1995         | 廉政英雌                                        | Cheuk Ming                | TVB    |                 |
| 1996         | Cold Blood Warm Heart 天地男兒                  | Yip Wing-cheung           | TVB    |                 |
| 1997         | Qianqiu Jiaguo Meng 千丘家國夢                  | Qian Chuan                |        |                 |
| 1998         | Burning Flame 烈火雄心                          | Lok Hiu-fung              | TVB    |                 |
| 1999         | Justice Sung II 狀王宋世傑（貳）                | Prince Gong               | TVB    |                 |
| 2000         | Lost in Love 大囍之家                           | Lin Tin-lok               | TVB    |                 |
| 2000         | War of the Genders 男親女愛                     | Herman Wong               | TVB    |                 |
| 2001         | A Step into the Past 尋秦記                     | Chiu Muk                  | TVB    |                 |
| 2001         | To Where He Belongs 縱橫天下                    | Lui Lok-tin               | ATV    |                 |
| 2001         | Xinyang 信仰                                    | Song Changhe/Song Jianshe |        |                 |
| 2001         | Zhiming Yichan 致命遺產                         | Peng Yawei                |        |                 |
| 2001         | Xiongxin Miling 雄心密令                        | Nie Ying                  |        |                 |
| 2003         | 亞洲英雄                                        | Tin Kwok-tung             | ATV    |                 |
| 2004         | Twin of Brothers 大唐雙龍傳                     | Yu-man Fa-kup             | TVB    |                 |
| 2004         | The Last Breakthrough 天涯俠醫                  | Tsai Ka-sheung            | TVB    |                 |
| 2005         | The Academy 學警雄心                            | Chung Chi-wah             | TVB    |                 |
| 2005         | Enchou Jie 恩仇劫                               | Xu Yong                   |        | Television film |
| 2006         | Menghui Qinghe 夢回清河                         | Ma Langdang               |        |                 |
| 2006         | 2 Lu Dianche 2路電車                            | inspecteur Hu             |        |                 |
| 2006         | Hua Niao Ji 畫鳥記                              | Li Mian                   |        | téléfilm        |
| 2007         | Survivor's Law 2 律政新人王II                   | Tsui Ching-ping           | TVB    |                 |
| 2007         | Fuzi Shentan Zhi Qiannian Zhou 父子神探之千年咒 | Chen Hengli               |        | série TV        |
| 2008         | Fengchuan Mudan 鳳穿牡丹                        | Huo Wanhong               |        |                 |
| 2008         | Canghai Yisu 蒼海一粟                           | Jiang Huaizhong           |        |                 |
| 2008         | Shenqi 2008 神奇2008                            | Ouyang Jianren            |        |                 |
| 2008         | Jinji Shike 緊急時刻                            |                           |        | téléfilm        |
| 2009         | Qiu Shuang 秋霜                                 |                           |        |                 |
| 2010         | Biography of Sun Tzu 孫子大傳                   | Fugai                     |        |                 |
| 2010         | Huankan Jinzhao 還看今朝                        | Shi Baiqing               |        |                 |
| 2010         | Tezhan Xianfeng 特戰先鋒                        | Sentian                   |        |                 |
| 2010         | Lihua Lei 梨花淚                                |                           |        |                 |
| 2011         | All Men Are Brothers 水滸傳                     | Gao Qiu                   |        |                 |
| 2011         | Putishu Xia 菩提樹下                            | le 2e Maître Long         |        |                 |
| 2011         | Juhua Zui 菊花醉                                | Li Zhong                  |        |                 |
| 2014         | Black Heart White Soul 忠奸人                   | Henry To                  | TVB    |                 |
| 2015         | The Cage of Love 抓住彩虹的男人                 |                           |        |                 |
| 2018         | Watch Out, Boss 波士早晨                        | L.K. 宋禮勤               | TVB    |                 |
| TBA          | Tianxia Yanshang 天下鹽商                       | Ye Youtian                |        |                 |
| TBA          | Leng Fengbao 冷風暴                             | Yi Anzhi                  |        |                 |
| 2018         | Ever Night 将夜                                 | le roi de Yan             |        | [ 1 ]           |